# Circuito do Porto-Troféu Arvedi
O Circuito de Porto-Troféu Arvedi é uma competição de ciclismo de um dia italiana disputada em Cremona (região de Lombardia) e seus arredores.

Criada em 1967, o Circuito de Porto-Troféu Arvedi foi uma prova para amadoras até 2004 por isso a maioria de ganhadores têm sido italianos. Desde a criação dos Circuitos Continentais da UCI em 2005 faz parte do UCI Europe Tour, dentro da categoria 1.2 (última categoria do profissionalismo).
Está organizada pelo Clube ciclistico cremonese 1891.

## Palmarés
Em amarelo: edição amador.
| Ano  | Ganhador              | Segundo                                        | Terceiro                |
| ---- | --------------------- | ---------------------------------------------- | ----------------------- |
| 1967 | Mauro Landini         | Angelo Cremonesi                               | Mario Negri             |
| 1968 | Valerio Valenti       | Eugenio Benelli                                | Valerio Mantovani       |
| 1969 | Andrea Ciatti         | Pierluigi Ferraroni                            | Paolo Virminetti        |
| 1970 | Pietro Algeri         | Andrea Ciatti                                  | Gianfranco Foresti      |
| 1971 | Gianfranco Foresti    | Mario Tremolada                                | Alfio Monfredini        |
| 1972 | Valerio Lualdi        | Aldo Parecchini                                | Alesio Antonini         |
| 1973 | Alessandro Cardelli   | Ettore Rinaldi                                 | Maurizio Mantovani      |
| 1974 | Giuseppe Colombo      | Bruno Giacomino                                | Franco Calvi            |
| 1975 | Roberto Ceruti        | Agostino Bertagnoli                            | Fausto Scotti           |
| 1976 | Agostino Bertagnoli   | Giovanni Ferreni                               | Domenico Perani         |
| 1977 | Mario Noris           | Maurizio Carrara                               | Luigi Busacchini        |
| 1978 | Emanuele Seghezzi     | Emilio Bedendo                                 | Duilio Negri            |
| 1979 | Maurizio Piovani      | Silvestro Milani                               | Maurizio Orlandi        |
| 1980 | Silvestro Milani      | Maurizio Piovani                               | Emanuele Seghezzi       |
| 1981 | Luigi Ferreri         | Davide Pollio                                  | Antonio Leali           |
| 1982 | Dario Claudio Montani | Mauro Ricciutelli                              | Gianfranco Zanovelli    |
| 1983 | Umberto Viganò        | Giambattista Zonca                             | Adriano Baffi           |
| 1984 | Angelo Tosi           | Giambattista Bardelloni                        | Stefano Pedrinazzi      |
| 1985 | Ettore Badolato       | Gianni Bugno                                   | Ettore Manenti          |
| 1986 | Ercole Mores          | Giovanni Fidanza                               | Stefano Breme           |
| 1987 | Alberto Destro        | Paolo Tabanelli                                | Ettore Badolato         |
| 1988 | Luigi Tessaro         | Biagio Conte                                   | Enrico Pezzetti         |
| 1989 | Riccardo Tarlao       | Luigi Mauri                                    | Luigi Dessi             |
| 1990 | Angelo Tameni         | Aladino Vicentini                              | Maurizio Tomi           |
| 1991 | Claudio Camin         | Marco Villa                                    | Michele Paletti         |
| 1992 | Nicola Minali         | Federico Colonna                               | Maurizio Tomi           |
| 1993 | Federico Colonna      | Mario Traversoni                               | Mauro Radaelli          |
| 1994 | Michele Zamboni       | Simone Zucchi                                  | Massimo Falgari         |
| 1995 | Alberto Destro        | Nicola Chesini                                 | Matteo Frutti           |
| 1996 | Enrico Bonetti        | Roberto Zoccarato                              | Nicola Chesini          |
| 1997 | Cristian Bianchini    | Walter Castignola                              | Nicola Chesini          |
| 1998 | Nicola Chesini        | Oleg Griškin                                   | Vasil' Jakovlev         |
| 1999 | Alessandro Romio      | Cristian Gobbi                                 | Mauro Gerosa            |
| 2000 | Luciano Pagliarini    | Angelo Furlan                                  | Cristian Bianchini      |
| 2001 | Juri Alvisi           | Jurij Ivanov                                   | Allan Davis             |
| 2002 | Stefano Bonini        | David Garbelli                                 | Daniele Della Tommasina |
| 2003 | Jurij Ivanov          | Alessandro Ballan                              | Ruslan Pidhornyj        |
| 2004 | Mattia Gavazzi        | Danilo Napolitano                              | Paride Grillo           |
| 2005 | Maximiliano Richeze   | Predefinição:Country data VÊEM Honorio Machado | Marco Frapporti         |
| 2006 | Manolo Zanella        | Marco Cattaneo                                 | Konstantin Volik        |
| 2007 | Jacopo Guarnieri      | Davide Tortella                                | Edoardo Costanzi        |
| 2008 | Michele Nodari        | Marcello Franzini                              | Samuele Marzoli         |
| 2009 | Filippo Baggio        | Edoardo Costanzi                               | Andrea Guardini         |
| 2010 | Marco Amicabile       | Rafael de Mattos                               | Ruslan Karimov          |
| 2011 | Christian Rossi       | Christian Delle Stelle                         | Edoardo Costanzi        |
| 2012 | Paolo Simion          | Nicola Ruffoni                                 | Davide Martinelli       |
| 2013 | Paolo Simion          | Liam Bertazzo                                  | Davide Martinelli       |
| 2014 | Jakub Mareczko        | Rino Gasparrini                                | Nicolas Marini          |
| 2015 | Riccardo Minali       | Luca Pacioni                                   | Matteo Malucelli        |
| 2016 | Marco Maronese        | Riccardo Minali                                | Simone Consonni         |
| 2017 | Imerio Cume           | Giovanni Lonardi                               | Fabio Bresciani         |
| 2018 | Giovanni Lonardi      | Moreno Marchetti                               | Ahmed Amine Galdoune    |
| 2019 | Luca Mozzato          | Nicolás Gómez                                  | Yuri Colonna            |
| 2020 | Não se disputou       | Não se disputou                                | Não se disputou         |
| 2021 | Gleb Syritsa          | Nicolás Gómez                                  | Giovanni Lonardi        |
| 2022 | Davide Persico        | Mattia Pinazzi                                 | Matteo Fiaschi          |
| 2023 | Mattia Pinazzi        | Davide Persico                                 | Nicolas Dalla Valle     |

## Palmarés por países
Actualizado após edição de 2023
| País      | Vitórias |
| --------- | -------- |
| Itália    | 52       |
| Ucrânia   | 1        |
| Brasil    | 1        |
| Argentina | 1        |
| Rússia    | 1        |